# Форначе-Сегерије Белђо (Падова)
Форначе-Сегерије Белђо је насеље у Италији у округу Падова, региону Венето.
Према процени из 2011. у насељу је живело 140 становника. Насеље се налази на надморској висини од 35 м.